# Cambridge (Nueva Zelanda)
Cambridge (maorí : Kemureti) es una ciudad en el distrito de Waipa, en la región de Waikato de la Isla Norte de Nueva Zelanda, conocida como "The Town of Trees & Champions" ("la ciudad de los árboles y los campeones"). Situada 24 kilómetros (14,9 mi) al sureste de Hamilton, a orillas del río Waikato, tiene una población de 21.800 habitantes, lo que la convierte en la ciudad más grande del distrito de Waipa y la tercera área urbana más grande de Waikato (después de Hamilton y Taupō).
Cambridge fue finalista en los premios que otorga Keep New Zealand Beautiful a la ciudad grande más bella en 2017 y en 2019, cuando finalmente lo ganó. 

## Historia
Antes de la llegada de los europeos, había varios pā (asentamientos) maoríes en las cercanías de lo que se convertiría en Cambridge. En la década de 1850, misioneros y agricultores de Gran Bretaña se establecieron en la zona e introdujeron prácticas agrícolas modernas a los maoríes locales, ayudándoles a instalar dos molinos de harina e importando muelas de Inglaterra y Francia.  Hasta la década de 1850, el trigo era un cultivo rentable, pero cuando los comerciantes de Auckland comenzaron a comprar cereales más baratos de Australia, el mercado entró en declive.[cita requerida]
La ciudad se estableció con el asentamiento del Tercer Regimiento de la Milicia Waikato en 1864, tras la invasión de Waikato, tomando como nombre el del Príncipe George, Duque de Cambridge, Comandante en Jefe del Ejército Británico en ese momento.
El alumbrado público eléctrico se encendió por primera vez en 1922.

## Demografía
Cambridge tiene una extensión de 26,69 km² (10,3 mi²) y una población estimada de 21.800 habitantes en junio de 2023, con una densidad de población de 817 personas por km2 .

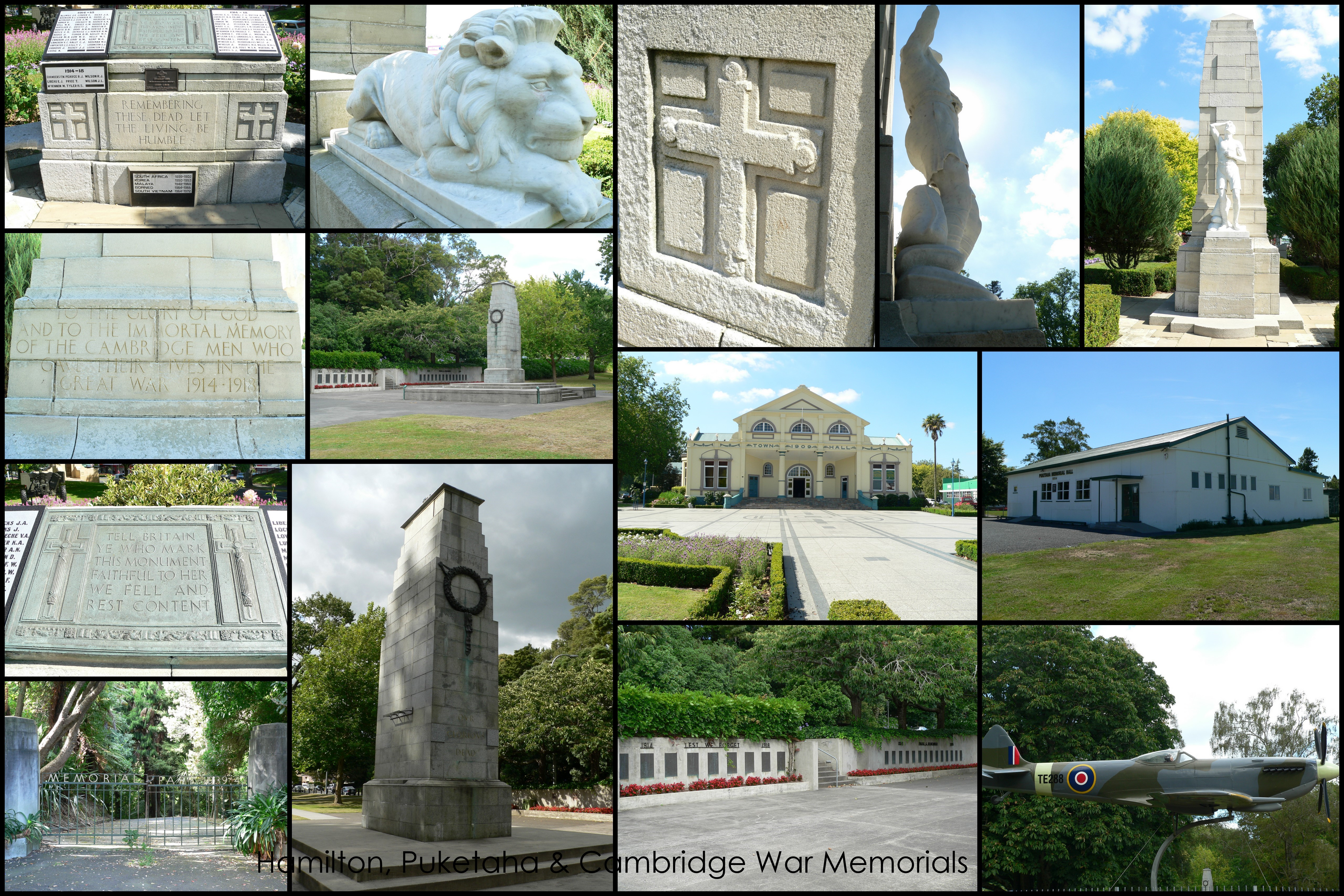
Memoriales de guerra de Hamilton, Puketaha y Cambridge

Cambridge tenía una población de 18.654 según el censo de Nueva Zelanda de 2018, lo que supone un aumento de 2.553 personas (15,9%) desde el censo de 2013 y un aumento de 4.755 personas (34,2%) desde el censo de 2006. Se registraron 7.080 hogares, integrados por 8.925 hombres y 9.726 mujeres, lo que da una proporción de sexos de 0,92 hombres por mujer, con 3.690 personas (19,8%) menores de 15 años, 3.147 (16,9%) de 15 a 29 años, 7.908 (42,4%) de edad de 30 a 64 años, y 3.918 (21,0%) de 65 años o más.
Las etnias de sus habitantes se distribuían en 90,1% europeos/pakehā, 10,5% maoríes, 1,5% gentes del Pacífico, 5,3% asiáticos y 1,8% de otras etnias. Las personas pueden identificarse con más de una etnia.
El porcentaje de personas nacidas en el extranjero fue del 24,1%, frente al 27,1% a nivel nacional.
Aunque algunas personas optaron por no responder a la pregunta del censo sobre la afiliación religiosa, el 50,4% no tenía religión, el 38,7% eran cristianos, el 0,5% tenían creencias religiosas maoríes, el 0,7% eran hindúes, el 0,2% eran musulmanes, el 0,5% eran budistas y el 2,0% tenían otras religiones.
De los que tenían al menos 15 años, 3.279 (21,9%) personas tenían una licenciatura o título superior, y 2.682 (17,9%) personas no tenían ninguna titulación formal. 3.045 personas (20,3%) ganaron más de 70.000 dólares en comparación con el 17,2% a nivel nacional. La situación laboral de los que tenían al menos 15 años era que 7.413 (49,5%) personas estaban empleadas a tiempo completo, 2.133 (14,3%) a tiempo parcial y 408 (2,7%) estaban desempleadas. 
| Nombre                      | Área (km²) | Población | Densidad (hab./km²) | Hogares | Media de edad | Ingresos medios |
| --------------------------- | ---------- | --------- | ------------------- | ------- | ------------- | --------------- |
| Hautapú                     | 7.43       | 474       | 64                  | 171     | 33,8 años     | $34,600         |
| Cambridge Norte             | 1,80       | 1.737     | 965                 | 564     | 39,9 años     | $44,200         |
| Cambridge Oeste             | 2.23       | 2.481     | 1,113               | 1.017   | 47,2 años     | $32,200         |
| Cambridge Este              | 1,58       | 2.808     | 1.777               | 1.071   | 40,7 años     | $34,300         |
| Cambridge Park-River Garden | 3.01       | 1.251     | 416                 | 417     | 38,6 años     | $41,700         |
| Oaklands-St Kilda           | 1,68       | 1.440     | 857                 | 522     | 43,6 años     | $38,600         |
| Centro de Cambridge         | 2.81       | 855       | 304                 | 438     | 57,3 años     | $26,000         |
| Leamington Oeste            | 1.26       | 1.467     | 1,164               | 642     | 49,1 años     | $28,600         |
| Leamington Sur              | 2.24       | 1.752     | 782                 | 624     | 42,5 años     | $35,600         |
| Centro de Leamington        | 1.19       | 2,406     | 2.022               | 855     | 34,3 años     | $31,800         |
| Leamington Este             | 1.41       | 1.983     | 1.406               | 759     | 42,9 años     | $34,500         |
| Nueva Zelanda               |            |           |                     |         | 37,4 años     | $31,800         |

## Gobierno

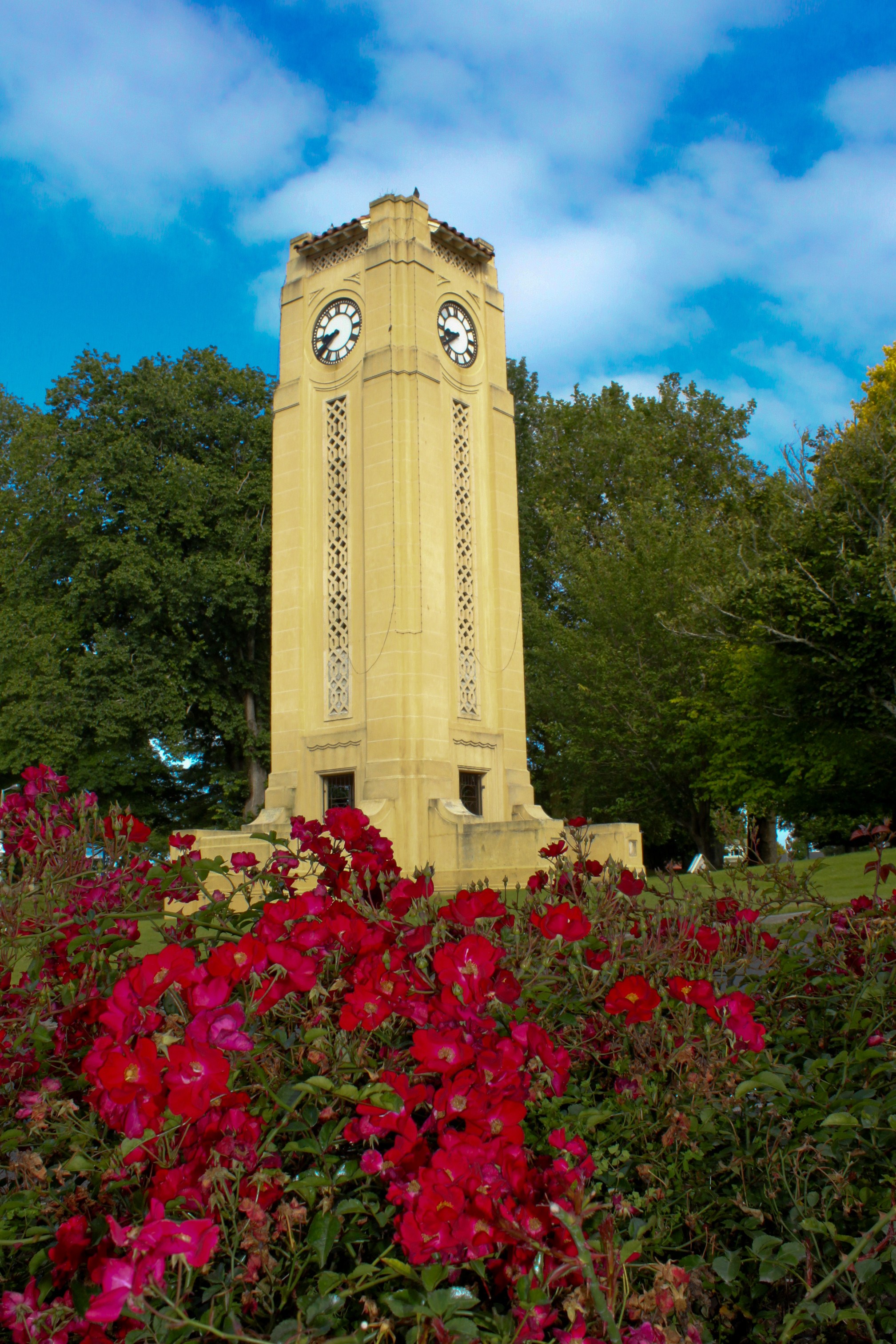
Torre del reloj de Cambridge

A nivel nacional, Cambridge es parte del electorado general Taupō y del electorado maorí Hauraki-Waikato . 

## Economía
Las principales fuentes de empleo e ingresos de Cambridge provienen de la producción lechera, el turismo, la industria equina y el deporte. La producción lechera proporciona más de uno de cada 10 puestos de trabajo en el distrito de Waipa. La industria del turismo sustenta el 12,7% de los empleos en el distrito de Waipa.  La industria equina proporciona más de 600 puestos de trabajo en Waikato, muchos de ellos en Cambridge y sus alrededores.  Se estima que uno de cada cinco residentes de Cambridge trabaja en la cercana Hamilton.

## Transporte
Cambridge se encuentra junto a la autopista estatal 1 (State Highway 1), que conecta la ciudad con Hamilton en el noroeste y Tauranga, Rotorua y Taupō en el sureste.
La carretera estatal 1B sale de la SH 1 en el intercambio de Victoria Road y proporciona una ruta hacia el norte hasta la SH 1 en Taupiri, proporcionando una ruta hacia el norte hacia Auckland sin pasar por Hamilton hacia el este.
El aeropuerto de Hamilton, a 18 minutos en coche de Cambridge, es el aeropuerto más cercano y ofrece vuelos diarios a los principales centros de Nueva Zelanda.
Un servicio de autobús público conecta Cambridge con el centro de Hamilton a través de Tamahere y la Universidad de Waikato con servicio varias veces al día.
En Cambridge finalizaba el recorrido del ferrocarril Cambridge Branch, hasta 1999 que su recorrido se cerró desde Hautapú.

## Distritos rurales
Varios distritos rurales cercanos se identifican social y económicamente con Cambridge. Suelen contar con unos pocos cientos de residentes, una escuela primaria y un salón comunitario para eventos sociales locales. A principios del siglo XX, muchos de estos distritos también tenían sus propias fábricas de procesamiento de leche. Estos distritos son Bruntwood, French Pass, Goodwood/Fencourt, Hautapu, Hora Hora, Karapiro, Kaipaki, Maungatautari, Te Miro y Whitehall.

## Deporte
Sedes nacionales deportivas
Cambridge y el cercano lago Karapiro se han convertido en sede de organizaciones deportivas nacionales como el ciclismo (pista, carretera, bicicleta de montaña y BMX), remo, triatlón y como centros de alto rendimiento para kayak y piragüismo. 
Ciclismo
William y Catherine, el duque y la duquesa de Cambridge, inauguraron un velódromo especialmente diseñado, el Grassroots Trust Velodrome, en Cambridge el 12 de abril de 2014. En diciembre de 2015, Cambridge fue sede de la Copa del Mundo de ciclismo en pista UCI 2015-16 . También hay muchas rutas para caminar y andar en bicicleta que se han construido especialmente alrededor de la ciudad.
Cría de caballos de pura sangre
La ciudad, apodada como la "capital equina" de Nueva Zelanda, es muy conocida por sus sementales y establos de pura sangre, que han producido muchos caballos campeones en los deportes de carreras y saltos. 
La ciudad está cerca del lago Karapiro, reconocido como uno de los mejores lagos para practicar remo del mundo, y de él han salido varios campeones mundiales de remo, como Rob Waddell, Robbie Manson, las gemelas Evers-Swindell, Georgina y Caroline, Mahé Drysdale y James Dallinger . El Campeonato Mundial de Remo de 2010 se celebró en el lago Karapiro.
Rugby Union
Este deporte es practicado en sus dos clubes, el Hautapu Sports Club, fundado en 1903, y el Leamington Rugby Sports Club, fundado en 1897.
Fútbol
El Cambridge FC fue campeón de la Premiership de Waikato Bay of Plenty en 2017 y 2015,  y del Waipa Sports Club del año en 2014 y 2015 

## Eventos
La ciudad y su distrito albergan numerosos eventos deportivos, culturales y comerciales. Más de 120.000 visitantes asisten a los National Agricultural Fieldays ("días de campo agrícolas nacionales")  cada año en el Mystery Creek Events Center entre Cambridge y Hamilton.
Cada verano, el lago Karapiro alberga el Campeonato Nacional Waka Ama Sprint y carreras de hidroaviones como parte del Circuito del Gran Premio de Nueva Zelanda. En febrero, se lleva a cabo el Torneo de Polo Keyte Watson en Leamington, Cambridge. En marzo, Cambridge celebra su Festival de Otoño de cuatro días y en diciembre tiene lugar un Festival de Navidad, que incluye un desfile municipal. 
En agosto de cada año, se celebra la Batalla de los Puentes, una competición de rugby y netball entre los dos clubes deportivos de Cambridge, el Leamington y el Hautapu; sin embargo, el trofeo se otorga al equipo ganador del partido de rugby. El primer partido entre ambos equipos, en 2013, terminó en empate 0-0. 

## Medios de comunicación
Cuenta con la radio local Switch FM, y dos periódicos locales, Cambridge Newsy Cambridge Edition.
También hay una animada página de Facebook que se utiliza para compartir y solicitar información y recursos. 

## Educación
La ciudad alberga dos institutos estatales mixtos, el Cambridge High School (Year 9 a Year 13) y el Cambridge Middle School (Year 7 a Year 10), y tres escuelas primarias estatales.
También tiene dos escuelas no estatales, la St. Peter's School, una escuela privada anglicana mixta para estudiantes de Year 7 a 13, y la St Peter's Catholic School, una escuela primaria integrada católica mixta para estudiantes del año 1 al 8,